# Sirtos
A SIRTOS EGYÜTTES egy Magyarországon működő Görög népzenét és kortárs Görög zenét előadó zenekar. 

## Története
A kortárs és tradícionális görög népzenét játszó Sirtos együttes 1980 őszén alakult meg, Budapesten. 1981 őszén elindították a Sirtos Görög Táncházat a Danúvia Művelödési Ház színpadán. A fellépések előtt egy órás néptánc tanítást vezettek be. Ezzel párhuzamosan, a görög népdalok tanítását is elkezdték és évente Dalversenyt rendeztek. 

Országjáró turnék következtek, a vidéki Kultúrházak, Egyetemi Klubok szinte mindegyikében megfordultak, a Budapesti Műszaki Egyetemen pedig éveken át tartottak minden hónapban koncertet és táncházat. 1982-ben utazhattak az első vendégszereplésre Görögországba, ami 11 éven át folytatódott. A hosszú évek alatt bőséges zenei anyagot gyűjtöttek és fokozatosan bővítették hangszereik számát.  A népi hangszereken való játékmódot pedig a helyi mesterektől tanulták meg.
A 80-as években több hangfelvételt készítettek a Magyar Rádió népzenei műsorai számára, ami az archívumban ma is fellelhető. 1981-től a legendás Budai Ifjúsági Park színpadán is tartottak nyári Táncházakat.
1986-tól megnyíltak elöttük Európa kapui. Ausztriában és Németországban adtak koncerteket, majd hat éven át járták a Benelux államok városait egyre gazdagabb koncertprogramjukkal. A világhírű amszterdami Concertgebouw világzenei koncertjeinek sorában a Sirtos együttes is adott koncertet, amit az amszterdami Rádió élőben közvetített.                                                    
A világhírű komponista Mikis Theodorakis 1985-ös budapesti, Sportcsarnokbeli koncertjén a zenekar kapta a megtisztelő feladatot, hogy az estet megnyitó zenekarként koncertet adjon a nagyközönségnek. Húsz évvel később Athenban, az Akropolis lábánál álló  „Heródes Amfiteátrum” (Ωδείο Ηρώδου Αττικού) színpadán ismét személyesen köszönthették az akkor 80. születésnapját ünneplő művészt.
1993-tól nem vállaltak több hónapos turnét Görögországban, így lehetőségük nyílt arra, hogy a nyári hónapokban a mediterrán országokba is ellátogassanak. Olaszországban „törzsvendégek„ lettek. 25 év alatt az Alpoktól Szicília szigetéig szinte mindenhol felléptek. Portugália és Spanyolország városaiban pedig hat éven át koncerteztek. 
2000-ben kerültek kapcsolatba a Magyar Állami Operaház Balettkarával, a "Zorba" címü balett kapcsán. Az istanbuli turnét követően több éven át léptek fel a balett társulat Zorba előadásain, pld. a Margitsziget-i, az Operaház-i és Szegedi Szabadtéri Játékok keretében rendezett előadásokon.
Önálló nagykoncertet adtak 1985-ben az Egyetemi Színpadon, 1986-ban a Petőfi Csarnokban, 1990-ben a Pesti Vigadóban és 2005-ben a MUPA-ban.
Örömmel vállaltak jótékonysági fellépéseket is: a Thália Színházban a Logopédiai Intézet számára rendezett jótékonysági koncerten, a Heim Pál Gyermekkórház jótékonysági rendezvényén, a „Vigyél haza!” Alapítvány adománygyüjtő koncertjén és a Parlament, gyermekeknek szervezett karácsonyi koncertjein adtak műsort.
Táncházukat egész pályafutásuk során fenntartották, 1981-től napjainkig.                                                                                                                10 év után, a Danúvia megszűnésekor, átköltöztek az Almássy térre, ahol 17 év alatt tovább növelték népszerűségüket és közönségük létszámát.       
2008-tól az Óbudai Kultúrális Központ lett a vasárnapi Sirtos Görög Táncházak színhelye. Ma is aktívak.      
A Sirtos együttesnek négy albuma jelent meg, Bakeliten, CD-n és DVD -n, Hungaroton, Harmonia Mundi és magánkiadás formájában. 

## Diszkográfia
- 1985: Sirtos (Hungaroton; bakelit lemez, kazetta)
- 1990: Sirtos - görög népzene (Harmonia Mundi; bakelit lemez, CD, kazetta)
- 1995: Sirtos (magánkiadás; CD és kazetta)
- 2005: Sirtos - görög táncok (magánkiadás; CD és táncleckék DVD-n)